# Raphaëla le Gouvello
Raphaëla le Gouvello du Timat (nascida em 1960) é uma windsurfista e conservacionista francesa. Ela completou com sucesso quatro travessias de windsurf, solo e sem assistência, do Oceano Atlântico em 2000, do Mediterrâneo em 2002, do Oceano Pacífico em 2003 e do Oceano Índico em 2006. Mais tarde, fundou a ONG Respect Ocean para proteger o meio ambiente marinho.
Le Gouvello nasceu em Paris e é descendente de bretões. Inicialmente formou-se como veterinária. Em 1976 começou a praticar windsurf e acabou a competir a nível nacional.
Em novembro de 2003, após a sua passagem do Peru para o Taiti, ela foi nomeada Comandante da Ordem de Taiti Nui.
Em 2019, concluiu um doutoramento em economia circular num sistema socioecológico dependente da pesca de pequena escala pela Escola de Ciências Marinhas e Costeiras da University of Western Brittany.